# Xavier Bermúdez i López
Xavier Bermúdez i López (Vilanova del Camí, 2 d'octubre de 1978) és un arqueòleg i polític català que ha participat en diverses excavacions i ha publicat articles i llibres sobre arqueologia, centrats sobretot en els jaciments ibèrics. Ha publicat:
- Bermúdez López, Xavier. Un Assentament agrícola dins la dinàmica de la romanització : estudi del jaciment iberoromà del Vilar del Met (Vilanova del Camí, Anoia).  Ajuntament de Vilanova del Camí, Diputació de Barcelona, 1999. (Premi d'investigació Xavi Roca de Vilanova del Camí 1999).
- Bermúdez López, Xavier. Històries del Vilar del Met.  Ajuntament de Vilanova del Camí. Àrea de Cultura, 2006.
- Bermúdez López, Xavier «L'Urgell en època ibèrica: deconstruint els ilergets». Urtx: revista cultural de l'Urgell, 24, 2010, pàg. 37-54 [Consulta: 9 octubre 2014].
- Bermúdez López, Xavier «Intervencions entorn de la Plaça Major de Tàrrega: 4000 anys en 175 metres». Urtx: revista cultural de l'Urgell, 26, pàg. 93-103 [Consulta: 9 octubre 2014].
- Bermúdez López, Xavier. Inventari Patrimoni Cultural de Masquefa : Memòria tècnica.  Masquefa: Ajuntament de Masquefa, Diputació de Barcelona, 2002 [Consulta: 9 octubre 2014]. Arxivat 16 October 2014[Date mismatch] a Wayback Machine.
- Marín Ortega, Sílvia; Bermúdez López, Xavier. Traços d'un poble : breu història il·lustrada de Vilanova del Camí.  Vilanova del Camí: Ajuntament de Vilanova del Camí, abril 2019. ISBN 9788409103782.